# Luis Escobar Kirkpatrick
Luis Escobar y Kirkpatrick, VII. Marqués de las Marismas del Guadalquivir (* 5. September 1908 in Madrid; † 16. Februar 1991 ebd.) war ein spanischer Schauspieler und Theaterleiter.
Escobar studierte Jura und wurde 1938 Leiter der Abteilung Theater im Inninmisistrium der Regierung von Francisco Franco. Nach dem Krieg wurde er Mitarbeiter beim Teatro Español de Madrid, später leitete er das Teatro María Guerrero und das Teatro Español, schließlich gründete er ein eigenes Theater, das Eslava, wo er Stücke wie El caso de la mujer asesinadita, Una mujer cualquiera, Te espero en el Eslava und Los salvajes en Puente San Gil au dir Bühne brachte.
1974 debütierte er beim Fernsehen in der Serie El pícaro, später wirkte er in weiteren Fernsehproduktionen wie Don Baldomero y su gente, Anillos de oro, Goya und Brigada Central mit. 1977 engagierte ihn Luis García Berlanga für seinen Film La escopeta nacional, wo er in der Rolle des Marqués de  Leguineche großen Erfolg hatte. Er spielte auch in den beiden Fortsetzungen des Films, Patrimonio Nacional und Nacional III und weiteren Spielfilmen, darunter La Sabina, ¡Qué vienen los socialistas!, La colmena, La gran comedia, Soldadito español, Al-Andalus (El camino del sol) und Don Juan, mi querido fantasma. Escobar starb 1991 während der Dreharbeiten zu Fernando Fernán Gómez’ Film Fuera de juego.